# Дамаскин I Солунски
Дамаскин (на гръцки: Δαμασκηνός, Дамаскинос), е гръцки духовник, митрополит на Константинополската патриаршия от XVII век.

## Биография
Дамаскин става архиепископ на Солунската епархия в 1634 година и остава на поста до 1636 година. По-късно става архиепископ на Касандрийската епархия и като такъв е споменат в документ от 16 юни 1643 година.